# Nordmakedoniens håndboldlandshold (damer)
Nordmakedoniens håndboldlandshold er det nordmakedonske landshold i håndbold for kvinder. De er reguleret af Rakometia Federatsija na Makedonija og deltager i internationale konkurrencer.

## Resultater

### VM
- 1997: 7.-plads
- 1999: 8.-plads
- 2001: 21.-plads
- 2005: 15.-plads
- 2007: 12.-plads

### EM
- 1998: 8.-plads
- 2000: 8.-plads
- 2006: 12.-plads
- 2008: 7.-plads
- 2012: 16.-plads
- 2022: 16.-plads